# Reithrodontomys darienensis
Reithrodontomys darienensis is een zoogdier uit de familie van de Cricetidae. De wetenschappelijke naam van de soort werd voor het eerst geldig gepubliceerd door Pearson in 1939.

## Voorkomen
De soort komt voor in Panama.